# بخش مرکزی شهرستان دنا
بخش مرکزی شهرستان دنا یکی از بخش‌های شهرستان دنا در استان کهگیلویه و بویراحمد ایران است.

## تقسیمات کشوری
- بخش مرکزی شهرستان دنا
  - دهستان توت‌نده
  - دهستان دنا

شهر(ها) : سی‌سخت

## روستاها
روستاهای بخش بخش مرکزی شهرستان دنا:
- - دهستان توت‌نده

دره‌خشک
سرتنگ توت‌نده
گندی‌خوری سفلی
گندی‌خوری علیا
گندی‌خوری وسطی
نده گندی‌خوری
پی‌ابزار
تنگ پوتک
سرآسیاب کره
سمرون
کره سفلی
گورگنجو
توت‌نده
دیاشم کره
کره علیا
کره کرمی
- - دهستان دنا

اسلام‌آباد دارشاهی
تل گاوی
حسن‌آباد کریک
خمینی‌آباد دارشاهی
دارشاهی
دره‌چلی دارشاهی
دره‌چناری کریک
کل‌کل عباس‌آباد
امیرآباد سی‌سخت
کریک
مرغداری دشت بازار
معصوم‌آباد و علی‌آباد کریک
اقبال‌آباد سی‌سخت
اندرسا
بیاره
دشتک سی‌سخت
دهنو کوخدان
سرمور کوخدان
علی‌آباد کوخدان
کوخدان
طرح ماهی جشیدی

## جمعیت
بنابر سرشماری مرکز آمار ایران، جمعیت بخش مرکزی شهرستان دنا در سال ۱۳۸۵ برابر با ۱۶۹۷۲ نفر بوده است.